# Patella pellucida
Helcion
Espèce
Patella pellucida, l’Helcion, est une espèce de mollusques de la famille des Patellidae.

## Répartition
Cette espèce se rencontre dans l'Atlantique nord-est (depuis l'Islande jusqu'au Portugal), en Manche et dans la mer du Nord.

## Description
Patella pellucida mesure jusqu'à 20 mm à l'age adulte. Sa coquille, ovale et aplatie, est lisse, très fine, fragile et translucide. Elle présente dans le sens de la longueur, deux à quinze lignes radiales discontinues, le plus souvent trois ou quatre, aux reflets bleu métallique caractéristiques. Chez certains individus, la coquille s'épaissit, devient opaque, rugueuse, terne, l'apex est recentré, et la tache sombre et les lignes bleues peuvent secondairement s'estomper voire disparaître..

## Biologie

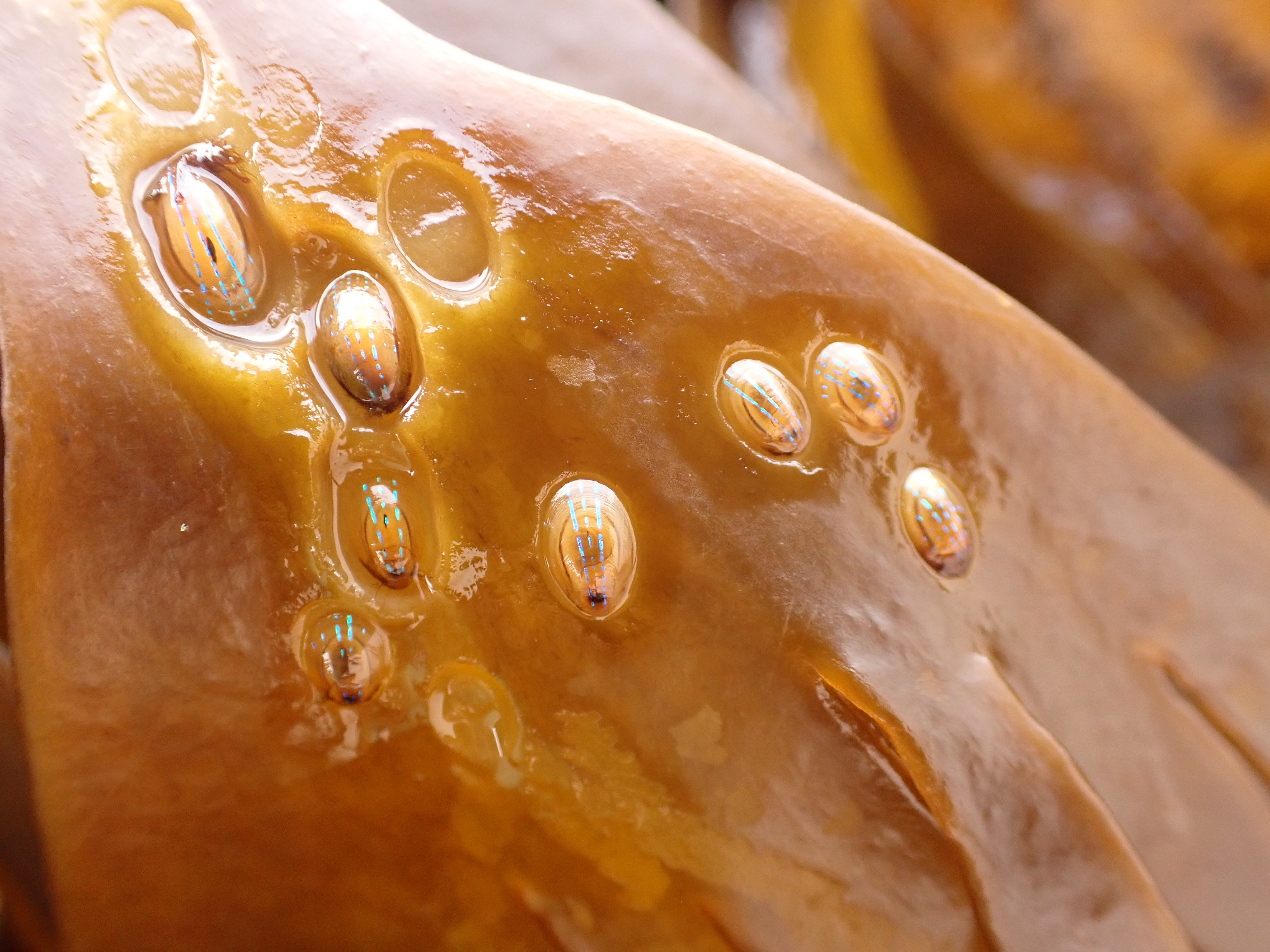
Jeunes helcions en petit groupe sur une laminaire.

Les larves trochophores sont pélagiques.
L'helcion adulte vit exclusivement sur les laminaires, jusqu'à une profondeur de 30 m. Les jeunes individus broutent le film de microalgues (diatomées) qui se développe à la surface des frondes de laminaires. Les individus plus âgés se nourrissent de l'algue elle même, provoquant des déchirures. Elles se déplacent vers le stipe et peuvent provoquer l'arrachement de l'algue.
Le cycle de vie est d'un an.

## Classification
Le nom valide complet (avec auteur) de ce taxon est Patella pellucida Linnaeus, 1758.
Ce taxon porte en français le nom vernaculaire ou normalisé suivant : Helcion.
Patella pellucida a pour synonymes :
- Patella pellucida var. oblonga Jeffreys, 1865
- Ansates pellucida (Linnaeus, 1758)
- Helcion (Ansates) pellucidus (Linnaeus, 1758)
- Helcion gracile Locard, 1891
- Helcion pellucidum (Linnaeus, 1758)
- Nacella pellucida (Linnaeus, 1758)
- Patella (Helcion) pellucida Linnaeus, 1758
- Patella bimaculata Montagu, 1803
- Patella coeruleata da Costa, 1778
- Patella cornea Helbling, 1779
- Patella cypridium Perry, 1811
- Patella fusca Landt, 1800
- Patella intorta Pennant, 1777
- Patella laevis Pennant, 1777
- Patella mytiliformis Schröter, 1786
- Patina pellucida f. laevis (Pennant, 1777)
- Patina pellucida (Linnaeus, 1758)